# NGC 1433
NGC 1433 è una galassia a spirale barrata situata nella costellazione dell'Orologio, a una distanza di circa 31 milioni di anni luce dalla nostra Via Lattea.

## Scoperta
La galassia è stata scoperta il 28 settembre 1826 dall'astronomo scozzese James Dunlop, noto per i suoi studi condotti in Australia.

## Descrizione
NGC 1433 è stata utilizzata da Gérard de Vaucouleurs come esempio di galassia del tipo morfologico "(R1')SB(r)ab" nel suo atlante delle galassie.
NGC 1433 ha una classe di luminosità I-II e presenta una larga riga a 21 cm dell'idrogeno neutro. È inoltre una galassia attiva del tipo Seyfert 2.

## Disco di formazione stellare attorno al nucleo
Le osservazioni condotte dal Telescopio spaziale Hubble hanno permesso di rilevare la presenza di un disco di formazione stellare attorno al nucleo di NGC 1433. La dimensione del semiasse maggiore di questo disco è stimata in 550 pc (~1795 al).

## Buco nero supermassiccio
In un articolo del 2015, basato sulle osservazioni effettuate con la rete di radiotelescopi ALMA, la massa del buco nero supermassiccio posto al centro di NGC 1433 è stata stimata in 1,74 x 106 {\displaystyle M_{\odot }}.
Secondo un articolo del 2012, la conoscenza della massa del buco nero centrale e del suo tasso di accrezione permette di stimare il tasso di formazione stellare nella regione centrale delle galassie di tipo Seyfert. Per NGC 1433, il tasso di formazione dovrebbe compreso tra 0,069 e 0,17 {\displaystyle M_{\odot }}/anno.

## Supernova
Il 10 ottobre 1985, all'interno di NGC 1433 è stata scoperta la supernova SN 1985P dall'astronomo amatoriale australiano Robert Evans. La supernova è stata classificata di tipo II.

## Gruppo di NGC 1433, di NGC 1448 e di NGC 1493
Secondo Richard Powell del sito « Un Atlas de l'Univers », NGC 1433 fa parte del Gruppo di NGC 1433 che comprende 10 galassie. Le altre galassie di questo gruppo sono NGC 1411, NGC 1448, NGC 1493, NGC 1494, NGC 1495, NGC 1527, IC 1970, IC 2000 e ESO 249-36 (PGC 14225). Il gruppo fa parte dell'Ammasso della Fornace.
Invece secondo l'articolo di A.M. Garcia del 1993, NGC 1411 fa parte del Gruppo di NGC 1448 che comprende cinque galassie. Oltre a NGC 1448, le altre tre galassie del gruppo sono IC 1970, PGC 13390 e PGC 13409.
Le altre galassie del Gruppo di NGC 1433 di Powell sono incluse dall'autore nel Gruppo di NGC 1493.
La distanza media delle galassie del Gruppo di NGC 1433 di Powell è di 15,5 Mpc, quella del Gruppo di NGC 1448 è di 15,1 Mpc e quella del Gruppo di NGC 1493 di 14,8 Mpc. Le galassie NGC 1433, NGC 1495, NGC 1527 e PGC 14225 del Gruppo di NGC 1433 (Powell) non figurano né nel Gruppo di NGC 1448 né in quello di NGC 1493. Se si raggruppassero in un sol gruppo tutte le galassie citate da Powell e Garcia, si otterrebbe un gruppo costituito da 15 membri con una distanza media di 14,1 ± 1,7 Mpc.